# Bayonetta 3
Bayonetta 3 ist ein Actionspiel aus dem Jahr 2022, das von Platinum Games entwickelt und von Nintendo für die Spielkonsole Nintendo Switch veröffentlicht wurde. Es wurde von Yusuke Miyata inszeniert und von Yuji Nakao produziert, mit dem Bayonetta-Schöpfer Hideki Kamiya als Supervising Director. Es wurde im Dezember 2017 angekündigt und am 28. Oktober 2022 veröffentlicht.

## Spielprinzip
Bayonetta 3 ist wie seine Vorgänger ein Action-Hack-and-Slash-Spiel, in dem der Spieler die gleichnamige Protagonistin Bayonetta steuert, die mit einer Kombination aus Nahkampfangriffen und Schusswaffen verschiedene Gegner bekämpft. Wenn sie gegnerischen Angriffen in letzter Sekunde ausweicht, wird ein Zustand ausgelöst, der als „Hexenzeit“ bekannt ist. Während dieser Zeit verlangsamen sich die Zeit und die Feinde, so dass Bayonetta sie ohne Unterbrechung angreifen oder sich in Echtzeit bewegen kann, um Umgebungsrätsel zu lösen. Einzigartig in diesem Spiel sind die Mechanismen „Dämonensklave“ und „Dämonenmaskerade“. Ersterer unterscheidet sich von den vorangegangenen Funktionen „Climax-Beschwörung“ und „Umbran Climax“ in den ersten beiden Titeln und erlaubt es dem Spieler stattdessen, die direkte Kontrolle über einen von Bayonettas Höllendämonen zu übernehmen, um verschiedene Angriffe und Spezialfähigkeiten auszuführen, von denen einige je nach kontrolliertem Dämon für bestimmte Szenarien von Vorteil sind. Letzteres erlaubt es Bayonetta, direkt mit einem beschworenen Höllendämon zu verschmelzen, was ihr Zugang zu magiebasierten Fähigkeiten, einschließlich neuer Angriffs- und Traversal-Optionen, gewährt. Ein neuer spielbarer Charakter, Viola, kann die Hexenzeit nur durch den Einsatz einer Parade-Mechanik aktivieren, und ihr einziger Dämonensklave Cheshire kann nicht manuell gesteuert werden. Wenn Viola Cheshire beschwört, wechselt sie von einem schwertbasierten Kampfstil zu einem faustbasierten Kampfstil.
Zusätzlich zur Standardpräsentation des Spiels wird ein neuer Anzeigemodus, der so genannte „Naiver Engel-Modus“, eingeführt. Dieser Modus verbirgt die Nacktheit während des Spiels und der Zwischensequenzen, z. B. Bayonettas verschiedene Tänze, mit denen sie ihre Wicked Weaves beschwört, indem sie ihre Kleidung als Kanal benutzt, sowie die eher grafischen Designs bestimmter Feinde und Dämonen.

## Geschichte
Das Universum von Bayonetta ist an einem Ort angesiedelt, der als Dreifaltigkeit der Realitäten bekannt ist und das Paradiso, das Reich der Engel, das Inferno, das Reich der Dämonen, und die Welt des Chaos, die Welt der Menschen, umfasst. Die Welt des Chaos besteht aus mehreren alternativen Universen, die den Hauptschauplatz von Bayonetta 3 bilden. Die titelgebende Hexe Bayonetta – auch unter ihrem richtigen Namen Cereza bekannt – kehrt als Protagonistin zurück, eine Umbran-Hexe, die Verträge mit Dämonen schließt, um Engel zu bekämpfen. Ihr zur Seite steht die in Ausbildung befindliche Hexe Viola, die an der Seite ihres Dämonenvertrauten Cheshire kämpft. Sie tun sich zusammen, um gegen die Mächte der von Menschenhand geschaffenen künstlichen Waffen namens „Homunculi“ zu kämpfen, die von einer künstlichen Entität namens „Singularity“ angeführt werden, die alle Welten im Multiversum auslöschen will, um sich selbst zu stärken und die Trinität der Realitäten zu erobern. Unterstützt werden die beiden von Bayonettas Kindheitsfreundin und Umbran-Hexe Jeanne, dem investigativen Reporter Luka, dem Informationsbroker Enzo und dem dämonischen Waffenhändler Rodin.

## Kontroverse
Hellena Taylor, die Synchronsprecherin von Bayonetta in früheren Spielen, wurde für Bayonetta 3 durch Jennifer Hale ersetzt. Miyata sagte, dies sei auf „verschiedene sich überschneidende Umstände“ zurückzuführen. Am 15. Oktober 2022 veröffentlichte Taylor eine Reihe von Videos, in denen sie sagte, sie habe ein Angebot von 4.000 US-Dollar für die Rolle abgelehnt, da dies nicht einem existenzsichernden Lohn entspreche.  Sie forderte ihre Fans auf, das Spiel zu boykottieren und stattdessen für wohltätige Zwecke zu spenden.
Auf Twitter sagte Kamiya, Taylors Aussagen seien unwahr, „traurig und bedauernswert“. Er blockierte viele Twitter-Nutzer, die auf seinen Tweet reagierten, und deaktivierte dann vorübergehend sein persönliches Twitter, was zu Spekulationen führte, dass er suspendiert wurde. Hale erklärte auf Twitter, dass sie zwar eine Geheimhaltungsvereinbarung habe, aber dennoch der Meinung sei, dass Schauspieler gut bezahlt werden sollten, und betonte, dass sie sich in der Vergangenheit für ihre Kollegen in diesem Beruf eingesetzt habe. Darüber hinaus forderte sie die Leute auf, den Aufwand, der in das Spiel geflossen ist, nicht zu unterschätzen. Hales Engagement rief Reaktionen von Synchronsprechern wie David Hayter und Steve Blum hervor, die ihre Arbeit in der Branche und ihre Sorgfaltspflicht unterstützten. PlatinumGames gab eine formelle Antwort heraus, in der sie bestätigten, dass sie mit Hales Aussage übereinstimmen; sie forderten die Leute auf, Hale oder andere Mitwirkende der Franchise zu respektieren, und erklärten: „Wir geben Jennifer Hale als die neue Bayonetta unsere volle Unterstützung“.
Am 18. Oktober berichtete Jason Schreier in Bloomberg New, dass Platinum bereit gewesen sei, Taylor wieder einzustellen und ihr zwischen 3.000 und 4.000 Dollar pro Sitzung für fünf Sitzungen angeboten habe, was den Tarifen der Gewerkschaft SAG-AFTRA entspreche. In den Berichten hieß es, dass die Verhandlungen abgebrochen wurden, nachdem Taylor stattdessen eine sechsstellige Zahlung und Tantiemen gefordert hatte, und dass Taylor ein Angebot abgelehnt hatte, einen Cameo-Auftritt für das Honorar einer Sitzung zu machen, sobald Hale gecastet war. Taylor nannte den Bericht „eine absolute Lüge und einen kompletten Witz“, der gemacht wurde, um „den Arsch von [Platinum] und das Spiel zu retten“, und sagte, sie wolle sich aus der Affäre und dem Franchise heraushalten. Trotzdem gab Taylor am 24. Oktober weitere Erklärungen auf Twitter ab, in denen sie angab, dass ihr ursprüngliches Angebot von Platinum bei 10.000 Dollar lag, und dass ihr später „zusätzliche 5.0000“ angeboten wurden, nachdem sie sich an Kamiya gewandt hatte. Taylor erklärte weiter, dass sie danach 11 Monate lang nichts von Platinum hörte und dann ein letztes Angebot von 4.000 Dollar erhielt, um „einige Zeilen zu sprechen“. Jason Schreier, der Reporter, der den Artikel vom 18. Oktober für Bloomberg News schrieb, stellte fest, dass diese Tweets von Taylor den Bericht tatsächlich bestätigten.

## Rezeption
Bayonetta 3 erhielt laut Metacritic „allgemein positive“ Bewertungen. Die Kämpfe wurden von den Kritikern in den höchsten Tönen gelobt. Mitchell Saltzman, der für IGN schrieb, beschrieb es als „eines der besten Kampfsysteme in der Spielewelt“. Einige Kritiker bemängelten die Leistung des Spiels und technische Probleme wie eine inkonsistente Framerate, lange Ladezeiten und gelegentlich minderwertige Texturen. Die Geschichte und die Charakterisierung des Protagonisten im Vergleich zu den Vorgängern des Spiels stießen auf Kritik.
Das Spiel hat die Auszeichnung für „Best Action Game“ bei den Game Awards 2022 gewonnen.